# Кандава (станция)
Ка́ндава (латыш. Kandava) — железнодорожная станция на линии Вентспилс — Тукумс II в Кандавской волости Кандавского края Латвии.

## История
Станция Церен была открыта в 1899 году вместе с участком железной дороги Тукумс — Вентспилс, строительство которого началось годом ранее. В 1921 году была переименована в Кандаву, хотя находится в 7 км от города. До наших дней сохранилось облицованное кирпичом первоначальное здание станции.